# Otto delle Langhe
L'Otto delle Langhe (anche scritto 8 delle Langhe) è una gara motociclistica di tipo granfondo che si è disputata in undici edizioni tra il 1922 e il 1950 e dal 2016 come rievocazione storica con moto d'epoca. Il nome deriva dalla forma ad 8 del percorso originale, con partenza ed arrivo a Torino, attraverso le Langhe, toccando tra gli altri i comuni di Carmagnola, Alba e Dogliani.

## Storia
La prima edizione si tenne il 23 aprile 1922 grazie a "La Goliarda", associazione torinese di studenti universitari. Vi presero parte 24 corridori, di cui solo 13 riuscirono ad arrivare al termine della corsa, che fu vinta da Giuseppe Fiorini, studente del Politecnico, in sella ad una Indian 1000 cc. La gara presentava notevoli difficoltà per le motociclette dell'epoca, sprovviste di sospensioni posteriori e costrette a correre su strade sterrate. La seconda edizione, che si svolse l'anno successivo, vide la partecipazione di 61 motociclisti, di cui 31 giunsero alla fine del percorso, di ben 269 km.

## Il trofeo "Dario Sebaste"
Nel 2016 un gruppo di appassionati di moto d'epoca, col patrocinio dei club "Amici Vecchie Moto di Sommariva del Bosco e del Roero" e "Ruote d'Epoca di Cherasco" , dà vita ad una manifestazione motociclistica in ricordo dell'imprenditore Dario Sebaste (1932-2016) per anni alla guida dell'omonima azienda ed importante collezionista di Moto Guzzi.
La rievocazione si svolge in quattro tappe, ognuna lunga circa 200 km, con partenza ed arrivo a Cherasco ed è di tipo regolarità con una velocità media imposta di 30 km/h.
Possono prendervi parte solo motociclette prodotte prima del 1980, e sono suddivise nelle tre categorie sidecar, fino a 350 cc e oltre 350 cc. Al termine della manifestazione vengono premiati i migliori tre di ogni categoria, oltre al vincitore assoluto che si aggiudica il "Trofeo Dario Sebaste".